# XAdES
XAdES (acronyme de "XML Advanced Electronic Signatures") est un ensemble d'extensions à la norme XML-DSig qui la rendent compatible avec la signature électronique avancée.